# 2015 en Belgique
Chronologie de la Belgique
- 2011
- 2012
- 2013
- 2014
- 2015
- 2016
- 2017
- 2018
- 2019

Cette page concerne des événements qui se sont produits durant l'année 2015 du calendrier grégorien en Belgique.

## Chronologie

### Janvier
- 1er janvier : Entrée en vigueur de la plupart des zones de secours, à la suite de la réforme de la sécurité civile.

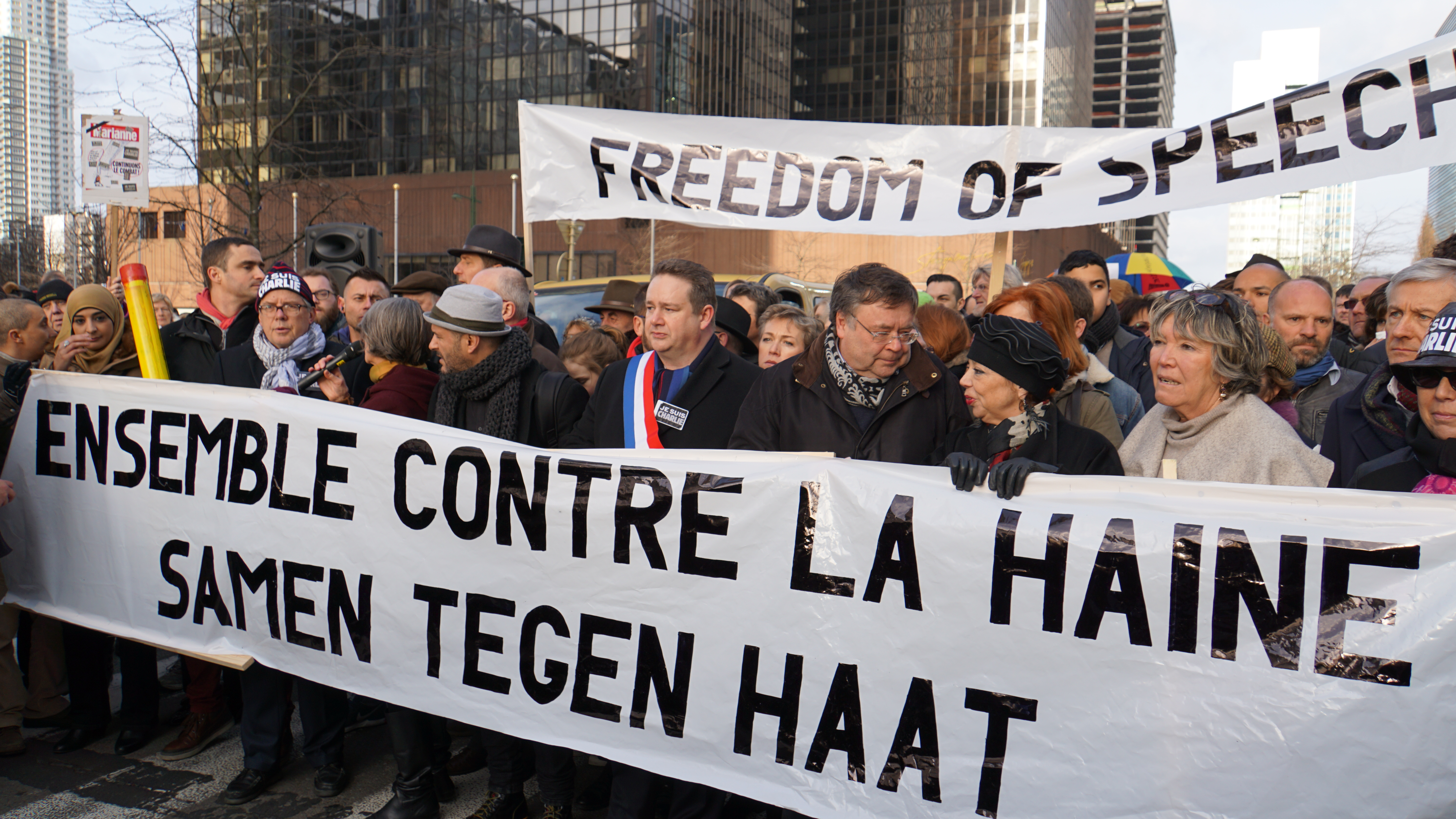
Manifestation contre la haine et pour la liberté d'expression, le 11 janvier 2015 à Bruxelles.

- 11 janvier : à la suite des attentats en France (7-9 janvier), quelque 20 000 manifestants défilent dans les rues de Bruxelles contre la haine et pour la liberté d'expression[1].
- 15 janvier : la police fédérale mène des opérations anti-terroristes simultanées à Verviers, Molenbeek-Saint-Jean, Anderlecht, Bruxelles-ville, Berchem-Sainte-Agathe et Liedekerke. À Verviers, deux djihadistes liés à l'État islamique sont tués dans l'assaut donné par la police. Treize autres personnes sont privées de liberté[2],[3].
- 16 janvier :
  - Pour la première fois, l'Organe de coordination pour l'analyse de la menace relève le niveau d'alerte terroriste à 3 (sur une échelle de 4) sur l'ensemble du territoire belge[4].
  - Le gouvernement Michel présente douze mesures pour lutter contre le terrorisme, notamment l'élargissement des possibilités de retrait de la nationalité et le déploiement de troupes militaires en cas de menace de niveau 3[5].
  - Début de l'opération Vigilant Guardian, ayant pour but de fournir un appui militaire à la police. Des militaires font leur apparition dans les lieux sensibles (palais de justice, stations de métro, etc.).
- 24 janvier : ouverture de Mons 2015, capitale européenne de la culture[6].

### Mars
- 12 mars : un arrêt de la Cour constitutionnelle met à mal l'organisation des cours dits « philosophiques » dans l'enseignement officiel de la Communauté française. Selon la Cour, l'obligation, pour un parent, d'inscrire son enfant à un cours de morale laïque ou de religion viole la Constitution et le Premier protocole additionnel de la Convention européenne des droits de l'homme[7],[8].
- 20 mars : éclipse solaire partielle.

### Avril
- 22 avril : le projet de loi autorisant un « saut d'index » est adopté par la Chambre[9]. Le même jour, une grève des services publics (notamment dans les transports en commun) est menée par la CGSP[10].

### Mai
- 29 mai : la dernière cabine téléphonique de Belgique encore en service est officiellement démontée à Wilrijk[11].

### Juin
- Du 18 au 21 juin : commémorations du bicentenaire de la bataille de Waterloo[12].

### Octobre
- 6 octobre : un cargo heurte un méthanier et coule au large de Zeebruges[13].
- 7 octobre : une manifestation nationale, organisée en front commun syndical contre les mesures du gouvernement, rassemble environ 80 000 personnes selon la police (100 000 selon les syndicats). À la fin de la manifestation, des échauffourées éclatent entre des militants anarchistes et les forces de l'ordre, dans le quartier de la gare du Midi[14].

### Novembre
- 14 novembre : en raison des attentats en Île-de-France, les contrôles policiers sont renforcés à la frontière franco-belge, dans les aéroports et les gares[15]. Le Premier ministre Charles Michel annonce également que le niveau d'alerte terroriste est relevé à 3 (sur une échelle de 4) pour les grands évènements et que l'armée pourra donc être déployée lors de ces évènements[16]. Le même jour des perquisitions ont lieu à Molenbeek-Saint-Jean, menant à l'arrestation de trois personnes ayant un lien supposé avec les attentats en Île-de-France[17].
- 15 novembre : les perquisitions se poursuivent à Molenbeek-Saint-Jean, où quatre autres personnes sont arrêtées[18]. Le gouvernement annonce lui la préparation d'un plan visant Molenbeek, où « il y a un problème gigantesque »[19].
- 16 novembre :
  - Deux des sept personnes arrêtées au total sont inculpées « du chef d'attentat terroriste et participation aux activités d'un groupe terroriste »[18].
  - L'enquête des attentats en Île-de-France révèle progressivement l'identité des terroristes morts dans les attaques du 13 novembre. Parmi eux, Bilal Hadfi, Français résidant en Belgique et Ibrahim Abdeslam, Français né à Bruxelles. Le frère de ce dernier, le Molenbeekois Salah Abdeslam, est lui activement recherché[20].
- 17 novembre : l'OCAM relève le niveau d'alerte terroriste à 3 pour l'ensemble du territoire. Dans ce contexte, L'Union belge de football décide d'annuler le match amical Belgique-Espagne par mesure de sécurité[21].

- Du 21 au 23 novembre : le niveau d'alerte terroriste sur la Région de Bruxelles-Capitale et à Vilvorde est porté au maximum (4 sur 4) par l'OCAM. Le Conseil national de sécurité recommande par mesure de précaution la fermeture des stations de métro et de prémétro, des grands centres commerciaux et des lieux de rassemblement (marchés, salles de concert, théâtres, cinémas)[22].
  - 22 novembre : des opérations antiterroristes de grande ampleur à Molenbeek-Saint-Jean, Anderlecht, Jette, Schaerbeek, Woluwe-Saint-Lambert, Forest et Dampremy aboutissent à l'arrestation de seize personnes[23].
  - 23 novembre : les fermetures imposées par le Conseil national de sécurité concernent également les crèches, écoles, hautes écoles et universités bruxelloises[24].

### Décembre
- 12 décembre : fête de clôture de Mons 2015.
- 14 décembre : mise en service des gares bruxelloises de Germoir et Tour et Taxis.

## Culture

### Cinéma
- Le Tout Nouveau Testament de Jaco Van Dormael, présenté à la Quinzaine des réalisateurs du Festival de Cannes 2015.

### Littérature
- Prix Rossel : Eugène Savitzkaya, Fraudeur (Minuit)[25].
- Noël en décembre, roman de Bernard Tirtiaux.

### Musique
- Concours musical international Reine Élisabeth de Belgique 2015 (violon)

## Sciences
- Prix Francqui : Stefaan Vaes (mathématiques, KULeuven)[26].

## Sports

### Athlétisme
- Championnats d'Europe d'athlétisme en salle 2015 (1o, 2a, 0b):
  - Le relais 4 × 400 mètres composé de Julien Watrin, Dylan Borlée, Jonathan Borlée et de Kévin Borlée décroche l'or et bat le record d'Europe avec 3 min 2 s 87.
  - Nafissatou Thiam décroche l'argent en Pentathlon avec 4 696 points.
  - Dylan Borlée décroche l'argent en 400 mètres en 46 s 25.

### Football
- Championnat de Belgique de football 2014-2015 : le KAA Gent remporte son premier titre de champion de son histoire.
- Coupe de Belgique de football 2014-2015 : le Club Bruges KV remporte sa onzième Coupe de Belgique.
- Supercoupe de Belgique de football 2015 : le Club Bruges KV remporte sa treizième Supercoupe de Belgique.
- Ligue des champions de l'UEFA 2014-2015 :
  - Groupe D: le RSC Anderlecht termine troisième du groupe et se fait reversé en Ligue Europa.
- Ligue Europa 2014-2015 :
  - 1/8 de finale : le RSC Anderlecht est éliminé par les russes du FK Dynamo Moscou sur un total de 3 à 1.
  - 1/2 finales : le Club Bruges KV est éliminé par les ukrainien du Dnipro Dnipropetrovsk sur un total de 0 à 1.
- 10 janvier, Junior Malanda, 20 ans, jeune milieu défensif belge du VfL Wolfsburg et également jeune espoir meurt dans un accident de voiture à Hanovre, en Allemagne.
- 30 avril, Gregory Mertens, 24 ans, jeune défenseur belge du KSC Lokeren est victime d'un malaise cardiaque et meurt trois jours plus tard à l’hôpital de Genk.
- mai, la section féminine du Standard de Liège, décroche sa première BeNe League.

## Décès
- 4 janvier : Lieven Santens (nl), industriel et homme politique (° 22 octobre 1933).
- 5 janvier : Alfons Peeters, joueur de football (° 21 janvier 1943).
- 6 janvier : Louis Olivier, homme politique (° 19 juillet 1923).
- 10 janvier : Junior Malanda, joueur de football (° 28 août 1994).
- 17 janvier : Norbert Dedeckere, coureur cycliste (° 23 novembre 1948).
- 23 janvier : Stéphane Steeman, humoriste (° 15 janvier 1933), mort à Fréjus (France).
- 26 janvier : Louisa Colpeyn, actrice (° 24 février 1918).
- 30 janvier : Robert Denison (nl), homme politique (° 21 août 1936).
- 3 février : Géri, dessinateur de bande dessinée (° 23 mars 1934).
- 5 février : Rik Coppens, joueur et entraîneur de football (° 29 avril 1930).
- 10 février : Paul Peeters (nl), homme politique (° 9 novembre 1935).
- 18 février : Claude Criquielion, coureur cycliste (° 11 janvier 1957).
- 22 février :
  - Charles Aubecq, homme politique (° 23 août 1926),
  - Jos Lambrechts (nl), athlète (° 5 octobre 1935).
- 1er mars : Emiel Goelen (nl), animateur de télévision (° 4 septembre 1946).
- 10 mars : Patrick Gaudy (nl), coureur de cyclo-cross (° 9 mars 1977).
- 14 mars : André Dartevelle, réalisateur et documentariste (° 21 août 1944).
- 22 mars : Marc Leemans (nl), acteur (° 9 novembre 1925).
- 25 mars : Joris Van Hauthem, homme politique (° 29 novembre 1963).
- 30 mars : Léon Wouters, joueur et entraîneur de football (° 18 juin 1930).
- 2 avril : Steve Stevaert, homme politique (° 12 avril 1954).
- 3 avril : Bob De Richter (nl), homme politique (° 8 mai 1949).
- 6 avril : Anna De Guchtenaere (nl), supercentenaire (° 10 avril 1904).
- 12 avril : Noël De Pauw, coureur cycliste (° 25 juillet 1942).
- 22 avril : Régis Ghesquière, décathlonien (° 15 juillet 1949).
- 24 avril : Iny Driessen (nl), écrivain d'expression néerlandaise (° 3 février 1961).
- 30 avril : Gregory Mertens, joueur de football (° 2 février 1991).
- 2 mai : Pierre Sterckx, écrivain d'expression française, critique d'art et enseignant (° 19 février 1936).
- 4 mai : Dirk T'Seyen (nl), disc jockey et producteur (° 14 décembre 1962).
- 7 mai : Aimé Wille (nl), doyen masculin de Belgique (° 1er mars 1909).
- 9 mai : Alexandre Lamfalussy, économiste (° 26 avril 1929).
- 11 mai : Jef Geeraerts, écrivain d'expression néerlandaise (° 23 février 1930).
- 20 mai : Gust van Brussel, écrivain d'expression néerlandaise (° 12 septembre 1924).
- 21 mai : Anne Duguël, écrivain d'expression française (° 1er août 1945).
- 1er juin : Kirill Pokrovsky, compositeur et interprète belgo-russe (° 25 mars 1962).
- 14 juin : Henri de Villenfagne de Vogelsanck (nl), homme politique (° 17 septembre 1917).
- 15 juin : Wilfried David, coureur cycliste (° 22 avril 1946).
- 15 juin : Jean-Pierre Paumen (nl), athlète (° 16 décembre 1956).
- 17 juin : Jean Warland (nl), bassiste de jazz, compositeur et arrangeur (° 23 octobre 1926).
- 25 juin : Greta Van Langendonck (nl), actrice (° 10 mars 1944).
- 11 juillet : André Leysen, homme d'affaires (° 11 juin 1927).
- 14 juillet : Véronique Cornet, femme politique (° 31 août 1968).
- 19 juillet : Michel Smolders, sculpteur (° 24 avril 1929).
- 22 juillet : Stuf, dessinateur de bande dessinée (° 19 janvier 1959), mort en France.
- 10 août : Eriek Verpale, écrivain d'expression néerlandaise (° 2 février 1952).
- 14 août : Michel Franchimont, bâtonnier du barreau de Liège, avocat pénaliste (°3 avril 1929).
- 23 août : Augusta Chiwy, infirmière et résistante (° 6 juin 1921).
- 30 août : Jean Louvet, dramaturge d'expression française (° 28 septembre 1934).
- 6 septembre : Ivan De Ferm, footballeur, (° 22 octobre 1938).
- 15 septembre : Bernard Van De Kerckhove, coureur cycliste (° 8 juillet 1941).
- 5 octobre :
  - Jos Vandeloo, écrivain d'expression néerlandaise (° 5 septembre 1925).
  - Chantal Akerman, réalisatrice et scénariste (° 6 juin 1950), morte à Paris.
- 17 octobre : Anne-Marie Lizin, femme politique (° 5 janvier 1949).
- 18 octobre : André Bourgeois, homme politique (° 7 mars 1928).
- 1er novembre : Ronald Desruelles, athlète (° 14 février 1955), mort en Thaïlande.
- 8 novembre : Dora van der Groen, actrice et metteuse en scène (° 10 mars 1927).
- 18 novembre : Abdelhamid Abaaoud, terroriste djihadiste (° 8 avril 1987), mort lors d'un assaut du RAID à Saint-Denis (France).
- 4 décembre : Eric De Vlaeminck, coureur cycliste (° 23 mars 1945).
- 13 décembre : Albert Bontridder (nl), peintre et architecte (° 4 avril 1921).
- 16 décembre : Jan Kerkhofs (nl), prêtre jésuite et sociologue des religions (° 15 mai 1924).
- 18 décembre : Luc Brewaeys, compositeur et chef d'orchestre (° 25 août 1959).

## Statistiques
- Population totale au 1er janvier 2015 : 11 208 986 habitants[27].